# Expeditie van Kurz bin Jabir Al-Fihri
De Expeditie van Kurz bin Jabir Al-Fihri vond plaats in shawwal 6 AH (februari 628). De aanval was gericht tegen acht rovers die een moslim hadden gedood. De moslims kregen de rovers te pakken en doodden hen.
Acht leden van de Banu Uraynah kwamen naar Mohammed en omarmden de islam. Ze merkten dat het klimaat in Medina niet gunstig voor hen was. Mohammed beval ze de melk en urine van een kudde kamelen te drinken. Toen de rovers opgeknapt waren, vielen ze van het geloof af, doodden ze de herder en gingen ze er met de kamelen vandoor.
Mohammed kwam dit te weten en stuurde een groep van 20 moslims geleid door Kurz bin Jabir Al-Fihri op pad om de rovers te vinden. De rovers werden gepakt en teruggebracht naar Medina. Mohammed beval dat hun ogen werden uitgebrand met verwarmde stukken ijzer en dat hun handen en voeten werden afgehakt. Ze werden vervolgens op de stenen grond gegooid en bloedden dood. Toen ze om water vroegen, werd dit niet gegeven.
Soera De Tafel 33 zou zijn geopenbaard naar aanleiding van deze gebeurtenis. In de vertaling van J.H. Kramers luidt deze aya als volgt.
De vergelding van hen die tegen Allah en Zijn gezant oorlog voeren en erop uit trekken om op de aarde verderf te zaaien zal zijn, dat zij ter dood gebracht zullen worden, of gekruisigd, of dat hun handen en hun voeten aan tegenovergestelde kanten worden afgehouwen, of dat zij uit het land verbannen worden. Dat is voor hen een schande in het tegenwoordige leven en in het hiernamaals is er voor hen een geweldige bestraffing.